# إن-غيج
إن-غيج (بالإنجليزية: N-Gage) هو أحد أجهزة نوكيا، شركة الهواتف والتقنية النقالة. يأتي هذا الجهاز مع شاشة نوعها 176 * 208 12-بت (4096) لون. تم إصدار هذا الجهاز في 2003. أما بالنسبة لوضعية إنتاجه الحالية فلم يعد يتم إنتاجه. تقنيته/تردده هي GSM. جيل الجهاز هو DCT4. عامل الشكل (التصميم) للجهاز هو "قطعة حلوى.

## وصلات خارجية
- N-Gage Rarity Guide
- Nokia's official N-Gage site
- إن-غيج على مشروع الدليل المفتوح